# Enrico Migliavacca
Enrico Migliavacca (Pinerolo, 22 marzo 1901 – La Plata, 18 luglio 1979) è stato un allenatore di calcio e calciatore italiano, di ruolo centrocampista.

## Biografia
Era moranese a tutti gli effetti, pur essendo nato a Pinerolo, in quanto il padre abitava in quella città per lavoro.
È cavaliere della Repubblica su concessione dal Presidente Leone con decreto del 27 dicembre 1973 su segnalazione del Sen. Adolfo Sarti di Asti.

## Caratteristiche tecniche
Era un'ala.

## Carriera

### Giocatore

#### Club
Ha militato nelle formazioni del Casale (con cui ha disputato 80 incontri con 59 reti nella Serie A a girone unico), del Novara, della Moranese e dell'Asti. Ha inoltre disputato con il Bari la stagione 1930-1931 di Serie B, totalizzandovi 13 presenze e mettendo a segno un goal; con i galletti ottiene la promozione in Serie A.
Ha partecipato ad una tournée in Spagna con l'Alessandria nell'estate del 1923, in prestito e come rinforzo.

#### Nazionale
Ha giocato in Nazionale dal 1921 al 1923, giocando 11 partite e segnando 3 reti.
Successivamente non venne più convocato per essere rimasto fermo 18 mesi a causa di un "nulla osta" non concesso (giocava nei liberi la Moranese dalla quale fu convocato per le ultime tre partite).È un caso unico al mondo di un giocatore militante nei dilettanti ad essere convocato e giocare in nazionale A.

### Allenatore
Successivamente è stato allenatore e giocatore dell'Asti, allenatore del Casale, del Lanciano e dell'Anconitana.

## Palmarès

### Giocatore

#### Competizioni nazionali
- Serie B: 1

Casale: 1929-1930

### Allenatore

#### Competizioni nazionali
- Serie C: 1

Casale: 1937-1938

## Statistiche

### Cronologia presenze e reti in Nazionale
| Cronologia completa delle presenze e delle reti in nazionale ― Italia | Cronologia completa delle presenze e delle reti in nazionale ― Italia | Cronologia completa delle presenze e delle reti in nazionale ― Italia | Cronologia completa delle presenze e delle reti in nazionale ― Italia | Cronologia completa delle presenze e delle reti in nazionale ― Italia | Cronologia completa delle presenze e delle reti in nazionale ― Italia | Cronologia completa delle presenze e delle reti in nazionale ― Italia | Cronologia completa delle presenze e delle reti in nazionale ― Italia |
| Data                                                                  | Città                                                                 | In casa                                                               | Risultato                                                             | Ospiti                                                                | Competizione                                                          | Reti                                                                  | Note                                                                  |
| --------------------------------------------------------------------- | --------------------------------------------------------------------- | --------------------------------------------------------------------- | --------------------------------------------------------------------- | --------------------------------------------------------------------- | --------------------------------------------------------------------- | --------------------------------------------------------------------- | --------------------------------------------------------------------- |
| 20-2-1921                                                             | Marsiglia                                                             | Francia                                                               | 1 – 2                                                                 | Italia                                                                | Amichevole                                                            | -                                                                     |                                                                       |
| 6-3-1921                                                              | Milano                                                                | Italia                                                                | 2 – 1                                                                 | Svizzera                                                              | Amichevole                                                            | 1                                                                     |                                                                       |
| 5-5-1921                                                              | Anversa                                                               | Belgio                                                                | 2 – 3                                                                 | Italia                                                                | Amichevole                                                            | 1                                                                     |                                                                       |
| 8-5-1921                                                              | Amsterdam                                                             | Paesi Bassi                                                           | 2 – 2                                                                 | Italia                                                                | Amichevole                                                            | -                                                                     |                                                                       |
| 15-1-1922                                                             | Milano                                                                | Italia                                                                | 3 – 3                                                                 | Austria                                                               | Amichevole                                                            | -                                                                     |                                                                       |
| 26-2-1922                                                             | Torino                                                                | Italia                                                                | 1 – 1                                                                 | Cecoslovacchia                                                        | Amichevole                                                            | -                                                                     |                                                                       |
| 21-5-1922                                                             | Milano                                                                | Italia                                                                | 4 – 2                                                                 | Belgio                                                                | Amichevole                                                            | -                                                                     |                                                                       |
| 1-1-1923                                                              | Milano                                                                | Italia                                                                | 3 – 1                                                                 | Germania                                                              | Amichevole                                                            | 1                                                                     |                                                                       |
| 4-3-1923                                                              | Milano                                                                | Italia                                                                | 0 – 0                                                                 | Ungheria                                                              | Amichevole                                                            | -                                                                     |                                                                       |
| 15-3-1923                                                             | Vienna                                                                | Austria                                                               | 0 – 0                                                                 | Italia                                                                | Amichevole                                                            | -                                                                     |                                                                       |
| 27-5-1923                                                             | Praga                                                                 | Cecoslovacchia                                                        | 5 – 1                                                                 | Italia                                                                | Amichevole                                                            | -                                                                     |                                                                       |
| Totale                                                                |                                                                       | Presenze                                                              | 11                                                                    |                                                                       | Reti                                                                  | 3                                                                     |                                                                       |